# Ренкенберге
Ренкенберге (њем. Renkenberge) општина је у њемачкој савезној држави Доња Саксонија. Једно је од 60 општинских средишта округа Емсланд. Према процјени из 2010. у општини је живјело 716 становника. Посједује регионалну шифру (AGS) 3454043.

## Географски и демографски подаци
Ренкенберге се налази у савезној држави Доња Саксонија у округу Емсланд. Општина се налази на надморској висини од 14 метара. Површина општине износи 19,0 km². У самом мјесту је, према процјени из 2010. године, живјело 716 становника. Просјечна густина становништва износи 38 становника/km².